# Vallon de Bléron
Le Vallon de Bléron, parfois orthographié Blairon, appelé aussi Vallon du ruisseau de la Hé d'Ourthe est une vallée sèche avec exsurgence de Belgique, affluent de l'Ourthe et faisant donc partie du bassin versant de la Meuse. Ce site classé se situe en province de Liège à Xhoris (commune de Ferrières) et se jette dans l’Ourthe en amont de Comblain-la-Tour (commune de Hamoir).

## Parcours

### Vallon sec
La dépression se forme à Xhoris au lieu-dit Basse-Seret, à l'ouest de la rue de Comblain et au sud du chemin du Tilleul des Lognards à l'altitude d'environ 230 m. Il s'agit d'une vallée sèche avec une circulation souterraine d'eau. Sa formation est due à un modelé karstique de la région géologique de la Calestienne. Ce sont des vallées anciennement creusées par des cours d’eau qui, après plusieurs millénaires, se sont infiltrés dans le sol calcaire pour surgir plus loin, laissant la vallée à sec, sauf par temps de fortes pluies où la nappe d’eau souterraine remonte à la surface. Le vallon est alimenté par plusieurs chantoires présents dans le village de Xhoris comme celui du Jehoge situé à environ 800 m au sud-ouest.
Pendant approximativement 3 km, le vallon suit un axe global est-ouest en passant au nord du cimetière de Xhoris et au sud du Tilleul des Lognards dans un environnement de prairies. Après le hameau du Fond des Vaux, la vallée sèche pénètre dans le bois de Bléron et les versants deviennent de plus en plus escarpés. Après la croix Chevron, le sol laisse apparaître de nombreux blocs calcaires. Le lit sec du ruisseau se marque davantage.

### Exsurgence, tufs calcaires et gours
L'exsurgence (apparition de l'eau après un parcours souterrain) a lieu à une centaine de mètres de la confluence avec l'Ourthe (parfois plus en amont en cas de débit plus important). Ensuite le petit cours d'eau se divise en deux bras distincts pour rejoindre l'Ourthe en amont du rocher de la Vierge et de Comblain-la-Tour à une altitude de 110 m.
Après son exsurgence, le bref ruisseau dont les eaux sont chargées en calcaire du fait de leur parcours souterrain forme rapidement une succession de tufs calcaires. Ces tufs calcaires sont de petits barrages naturels de couleur brune, d'une longueur maximale de 5 m et d'une hauteur ne dépassant pas 25 cm. Ils retiennent l'eau et créent ainsi de nombreux petits bassins aquatiques appelés gours. Ils sont entourés de frênes et d'aulnes. Les tufs calcaires ont tendance à se rapprocher et à devenir moins longs en aval. Ces remarquables formations calcaires sont rares et fragiles.

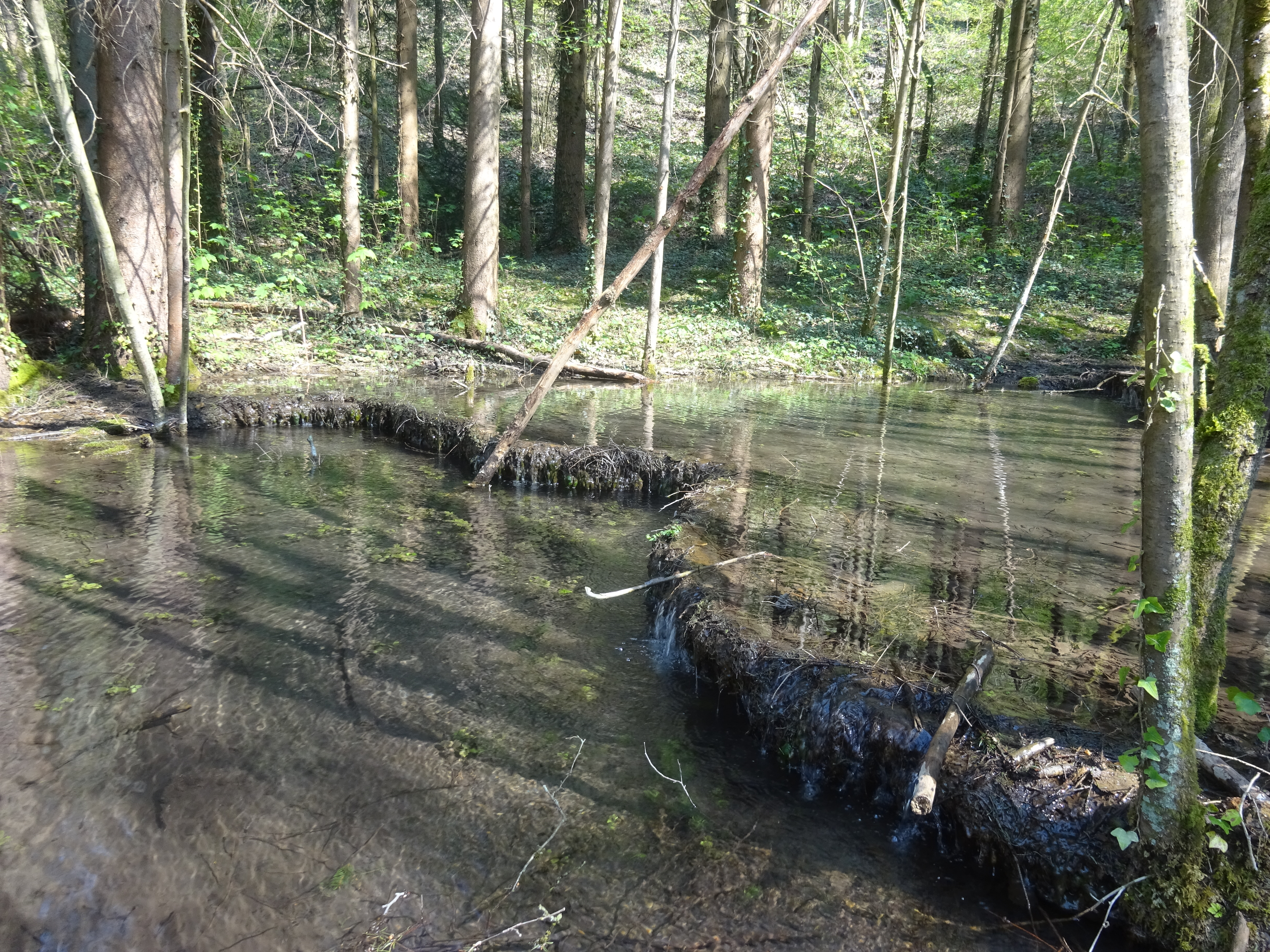
Tufs calcaires et gours de Bléron
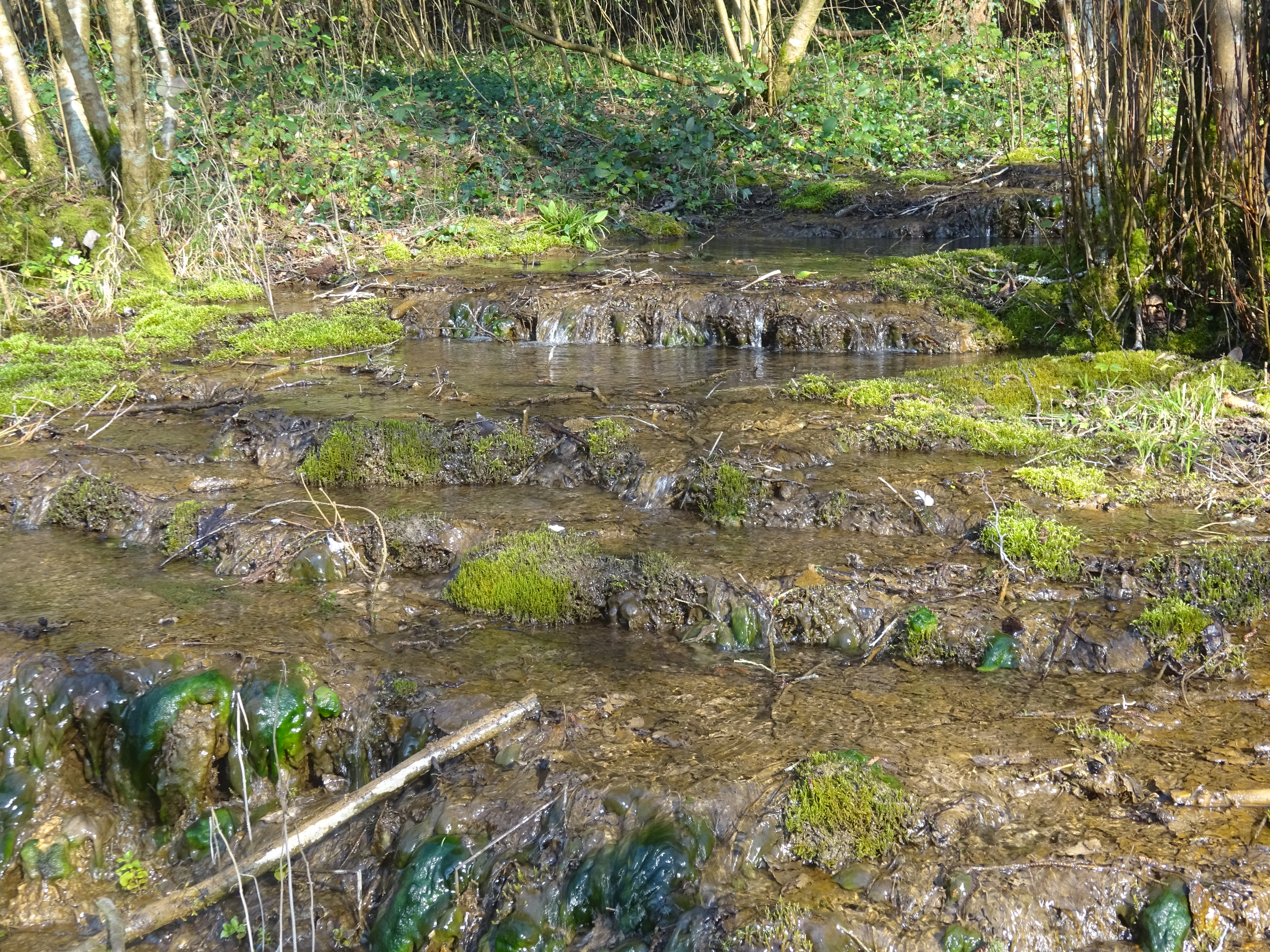
Tufs calcaires et gours de Bléron
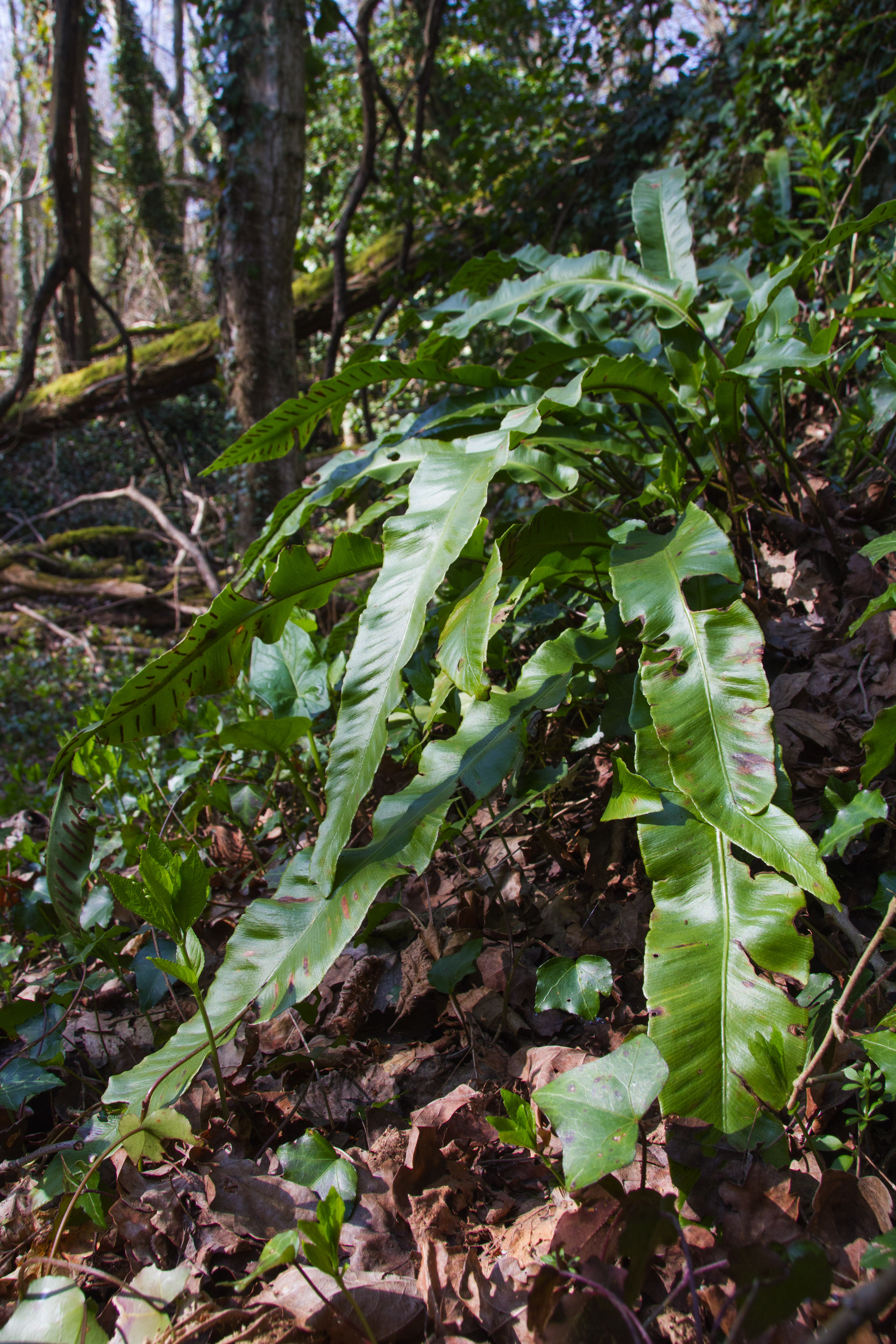
Scolopendre

## Faune et flore
Le cordulégastre bidenté (Cordulegaster bidentata), une libellule peu commune, y a été observée. Ce vallon accueille aussi le cincle plongeur et la salamandre tachetée. 
Les affleurements rocheux calcaires et les éboulis sont riches en bryophytes. On peut y voir aussi, entre autres, la  scolopendre (Asplenium scolopendrium), une fougère aux longues feuilles de forme allongée en ruban (d'où le nom de langue de cerf), la lunaire vivace (Lunaria rediviva) et la sanicle d'Europe (Sanicula europaea) .

## Monument
La croix Chevron, appelée aussi croix du Facteur, est une croix de pierre calcaire datée de 1850 dressée le long du chemin principal sur la rive gauche à environ 1 000 m du confluent. On peut y lire l'inscription suivante : "ici morut 1 ianv 1850 Jean Joseph Chevron age de 23 ans honnete & vertueux ieune homme de Harze que son ame repose dans la paix de Dieu Pat ave  RIP".

## Accès
Le bois de Bléron et le vallon sont une propriété privée. Toutefois, le chemin de terre principal situé dans la partie basse du vallon et reliant le Fond des Vaux à la rive droite de l'Ourthe est accessible aux promeneurs.
Le sentier de grande randonnée 57, entre Comblain-la-Tour et Xhignesse, passe en contrebas des tufs calcaires.

## Classement
Le vallon de Bléron (associé au rocher de la Vierge) est repris sur la liste du patrimoine immobilier classé de Ferrières.
 Patrimoine classé (1949, Vallon de Bléron, no 61019-CLT-0015-01)
Le vallon de Bléron repris sous le nom de Vallon du ruisseau de la Hé d'Ourthe est un site de grand intérêt biologique.